# HMS Ganges (1782)
HMS Ganges (1782) — 74-пушечный линейный корабль третьего ранга, бывший Bengal. Первый корабль Королевского флота, названный в честь реки Ганг. Головной корабль одноименного типа.

## Постройка
Заказан 14 июля 1779 года. Строился на частной верфи Randall в Ротерхайт, по чертежам Эдварда Ханта.
Корабль был «подарен» флоту (то есть оплачен) Ост-Индской компанией. Стоимость £11 238.5.9d (+ £3 042.6.9d в Вулвиче). Адмиралтейство понесло только «дополнительные расходы» в размере £279.14.3d.
Заложен в апреле 1780 года как HMS Bengal. Переименован 17(?) февраля 1780 года. Спущен на воду 30 марта 1782 года. Достраивался с 30 марта по 20 апреля в Дептфорде, затем по 26 июня 1782 года, включая обшивку медью, в Вулвиче.

## Служба

### Американская война за независимость
1782 — вступил в строй в феврале, капитан Чарльз Филдинг (англ. Charles Fielding); приписан к флоту Ричарда Хау, 11 сентября вышел с ним для снятия осады Гибралтара; 20 октября был у мыса Спартель.
1783 — (январь, капитан Корнуоллис ?); и. о. капитана Джордж Вандепут (англ. George Vandeput) март, выведен в резерв; тут же введен в строй снова, капитан Джордж Латрелл (англ. George Luttrell), как брандвахта в Портсмуте; переоборудовался в брандвахту по август.
1784 — капитан Роджер Кертис (англ. Roger Curtiss), командовал до 1787 года.
1787 — октябрь, флагман адмирала сэра Френсиса Дрейка.

### Революционные войны
С ноября 1790 по декабрь 1791 года ремонт между средним и капитальным в Портсмуте.
1792 — декабрь, введен в строй, капитан Энтони Моллой (англ. Antony Molloy).
1793 — 14 апреля, в точке 41°43′ с. ш. 25°00′ з. д. эскадра контр-адмирала Джелла (англ. George Gell), состоявшая из HMS St George (98), Ganges, HMS Edgar (74), HMS Egmont (74) и фрегата HMS Phaeton (38) по пути в Средиземное море обнаружила два паруса к норд-весту, и начала погоню. Фрегат вскоре нагнал один, оказавшийся испанским галеоном Sant-Iago, под французским флагом. Phaeton спустил шлюпку и продолжил погоню, предоставив Ganges овладеть призом.
Через два часа он настиг и второй корабль, французский приватир General Dumourier, 22 длинных 6-фунтовых пушек и 196 человек. Тот сопровождал богато груженый галеон, случайно встреченный за 11 дней до этого, во французский порт. Для большей безопасности Dumourier за это время перевез к себе на борт 680 ящиков, хранивших по 3000 испанских талеров каждый, и несколько пакетов оценочной стоимостью £200 000. Общая ценность грузов галеона, шедшего из Лимы, была позже определена в £935 000.
До конца месяца Dumourier и Sant-Iago были благополучно приведены в Плимут. Последний, вместе с грузом, после долгого разбирательства был осужден как приз и захватившие его получили призовые деньги. Этот шаг (осуждение повторно захваченного) независимо от его легальности, вызвал большое возмущение в Мадриде и немало подтолкнул Испанию к вступлению в войну.
18 ноября Ganges преследовал эскадру Ванштабеля (нидерл. Vanstabel).
1794 — январь, повторно введен в строй, капитан Уильям Траскотт (англ. William Truscott); июнь, с эскадрой Монтегю; 25 октября ушел на Подветренные острова; 30 октября совместно с HMS Montagu взял французский корвет Le Jacobin.
1795 — июль, капитан Бенджамин Арчер (англ. Benjamin Archer), Подветренные острова.
1796 — капитан Ланцелот Скиннер (англ. Lancelot Skynner), 25 февраля снова ушел на Подветренные острова; апрель, капитан Роберт Мак Дугл (англ. Robert M'Dougall); участвовал в вест-индских операциях адмирала Хью Кристиана: апрель-май, Сент-Люсия; июнь, Гренада.
1797 — январь, послепоходовый ремонт в Портсмуте; тот же капитан, в эскадре Северного моря по 1799 год.
1799 — сентябрь, капитан Колин Кэмпбелл (англ. Colin Campbell).
1800 — июнь-сентябрь, Портсмут, малый ремонт; август, введен в строй, капитан Томас Фримантл (англ. Thomas F. Freemantle). Покинул гавань 27 сентября, после ремонта. 11 октября вышел для присоединения к Флоту Канала.
10 ноября Ganges, вместе с HMS Elephant, HMS Captain, HMS Goliath и HMS Brunswick, отделился от флота и 26 ноября прибыл в Порт-Ройял, Ямайка.
1801 — 2 апреля был при Копенгагене. Лорд Нельсон сделал сигнал эскадре выбрать якоря и атаковать датскую линию. Перестрелка началась в 10 часов утра, с HMS Polyphemus, HMS Isis, HMS Edgar, HMS Monarch и HMS Ardent. Часть малых кораблей, вместе с HMS Glatton, HMS Elephant, HMS Ganges и HMS Defiance достигли своих позиций примерно в 11 часов 30 минут.
В 2 часа пополудни огонь со всех датских кораблей за кормой Zealand прекратился, но они отказались подпускать к себе какие-либо британские лодки. В то же время Defiance, Monarch и Ganges продолжали стрелять, и вскоре заставили замолчать Indosforethen, Holstein и следующих за ними в линии датчан. Ganges потерял г-на Стюарта (англ. Robert Stuart) и пять матросов убитыми, а Айзек Дэвис (англ. Isaac Davis), лоцман, был тяжело ранен.
Уильям Морс (англ. William Morce), первый лейтенант, после сражения был произведен в коммандеры. После боя Monarch запутался в оснастке Ganges, и его матрос оказался не на том корабле. Он прыгнул за борт и поплыл обратно к Monarch сказав, что никогда не дезертировал со своего корабля. От борта отвалила шлюпка и спасла его.
Июнь, (и. о.) капитана Чарльз Брисбен (англ. C. Brisbane), Балтика. Вернулся к Флоту Канала в июле.
3 августа Ganges и Defiance сопровождали три возвращавшихся Ост-индских корабля, Lady Dundas, Bengal и Lady Burges из Корка в Портсмут.
7 сентября на борту HMS Gladiator состоялся военно-полевой суд над Фрэнсисом Смитом (англ. Francis Smith), фельдшером Ganges, за пьянство и неисполнение обязанностей. Он был уволен, с запретом служить на флоте в дальнейшем, в любом качестве.
Октябрь, капитан Джозеф Бейкер (англ. Joseph Baker); пошел на Ямайку.

### Наполеоновские войны
1802 — сентябрь, капитан Джордж Макинли (англ. George M'Kinley), Ямайская станция. 14 сентября вышел снова и вернулся к Флоту Канала.
1803 — июль, выведен в резерв и рассчитан, введен в строй снова, капитан Фримантл.
1804 — ноябрь, выведен в резерв.
1806 — апрель, введен в строй, капитан Питер Холкетт (англ. Peter Halkett); май-июнь, ремонт в Портсмуте.
1807 — январь, вошел в эскадру Стопфорда; позже флагман контр-адмирала Ричарда Китса; август, в экспедиции на Копенгаген.
1808 — 1 января ушел в Португалию.
1809 — Северное море; ноябрь, капитан Томас Дандас (англ. Thomas Dundas), ушел на Балтику.
1811 — выведен в резерв; март-апрель, подготовлен в отстой в Плимуте; октябрь, превращен в плавучую тюрьму там же.
1812 — лейтенант Фредерик Леру́ (англ. Frederick Leroux), командовал по 1814.
1814 — декабрь, лейтенант Джеймс Спратт (англ. James Spratt)
В марте 1816 года отправлен на слом в Плимуте.